# Racotis longidens
Racotis longidens là một loài bướm đêm trong họ Geometridae.